# Copionodon lianae
Copionodon lianae är en fiskart som beskrevs av Campanario och De Pinna 2000. Copionodon lianae ingår i släktet Copionodon och familjen Trichomycteridae. Inga underarter finns listade i Catalogue of Life.